# 遠位尿細管性アシドーシス
遠位尿細管性アシドーシス（えんいにょうさいかんせいアシドーシス、英：distal renal tubular acidosis、dRTA）とは腎臓の遠位尿細管障害により起こる代謝性アシドーシスである。尿細管性アシドーシスの中では I型に分類されている。

## 原因
- 自己免疫性疾患
  - シェーグレン症候群
  - 慢性活動性肝炎
  - 原発性胆汁性胆管炎(PBC)など
- Ca代謝異常
  - 高Ca尿症

## 病態
遠位尿細管ではH+をアンモニアとともに NH4+として排泄し、HCO3−を再吸収している。そのため遠位尿細管が障害されると、H+の排泄とHCO3−の再吸収をすることができなくなる。
結果的に体内にH+が蓄積され、尿中にはHCO3−が排泄されることとなる。マイナスに荷電したHCO3−が排泄されることでその電荷に引き寄せられたNa+イオンとK+イオンが尿細管内に出てしまう。これにより低カリウム血症・低ナトリウム血症となる。
カルシウムイオンCa2+は血液中では半数がアルブミンと結合しており、半数が無機イオンの形で存在している。アルブミンと結合したCa2+は、糸球体でサイズバリア・チャージバリアによって濾過されない。体内に蓄積されたH+は血中に存在するアルブミンと結合するが、もともと結合していたCa2+を血中に追い出す形で起こる。そのため、血中には無機Ca2+が増える。無機Ca2+は糸球体で濾過されるため、尿細管内に濾過されるCa2+の量が増加する。そのため、骨軟化症・腎石灰化などの症候が出現する。

## 治療
アルカリとカリウムの補充が主となる。尿細管性アシドーシス自体には根本的な治療がないため、対症療法しかできない。また、クエン酸含有アルカリ液（Shohl液）は血液をアルカリ化し結石を防止する。

## 診療科
- 腎臓内科